# Rosângela Santos
Rosângela Cristina Oliveira Santos (Washington, D.C., 20 de dezembro de 1990) é uma velocista brasileira, recordista sul-americana dos 100 m rasos e primeira brasileira a correr a distância em menos de 11 segundos, com a marca de 10.91 conquistada na semifinal do Campeonato Mundial de Atletismo de 2017, em Londres. Foi também medalha de bronze nos Jogos Olímpicos de 2008, em Pequim, integrando o revezamento 4x100m feminino do Brasil.

## Carreira
Filha de pais brasileiros que tinham ido trabalhar nos Estados Unidos, Rosângela Santos veio para o Brasil com um ano, porque teve uma pneumonia muito forte. Foi criada em Padre Miguel e, com nove anos, começou no atletismo. Seu avô, Orozimbo de Oliveira, foi um dos fundadores da escola de samba Mocidade Independente de Padre Miguel. Começou a treinar na Vila Olímpica mantida em Padre Miguel pela prefeitura do Rio de Janeiro.
Com 17 anos de idade foi finalista olímpica no 4x100 m nas Olímpiadas de Pequim em 2008, fechando a corrida na qual o time brasileiro ficou em quarto lugar, a apenas 0,10s do bronze olímpico, que ficou com a Nigéria. Em 2016, o Comitê Olímpico Internacional retirou o ouro do revezamento da Rússia por causa de doping; com isso, o time brasileiro passou a ser o vencedor da medalha de bronze. Em março de 2017, durante o Prêmio Brasil Olímpico, Rosângela recebeu sua medalha junto com as companheiras Lucimar Moura, Rosemar Coelho Neto e Thaissa Presti, sendo a única das quatro ainda ativa em atletismo.
No Mundial de Atletismo de Daegu em 2011, Rosângela foi à final do 4x100m, ficando em oitavo lugar – com recorde sul-americano de 42s92 na preliminar.
Integrando a delegação que disputou os Jogos Pan-Americanos de 2011, em Guadalajara, no México, ganhou a medalha de ouro nos 100 metros rasos, batendo seu recorde pessoal com o tempo de 11,22 segundos. Foi apenas a segunda brasileira da história a ganhar esta prova em Jogos Pan-Americanos. Ganhou ainda o revezamento 4x100 metros ao lado de Vanda Gomes, Franciela Krasucki e Ana Cláudia Lemos da Silva, com a marca de 42s85, quebrando o recorde sul-americano da prova.
Nas Olimpíadas de Londres em 2012, Rosângela passou para as semifinais dos 100 metros rasos com a marca de 11,07s, que só não foi homologada como recorde sul-americano devido ao vento de +2,2 m/s (o máximo permitido para homologação de recorde é +2,0 m/s). Na semifinal, ficou em 3º lugar na sua bateria (perdendo para Carmelita Jeter e Veronica Campbell-Brown, que avançaram à final e ganharam, respectivamente, a prata e o bronze da prova), obtendo a marca de 11s17, ficando em 12º lugar geral. Foi a primeira brasileira a conseguir vaga na semifinal olímpica desta prova.
Ainda em Londres 2012, o time brasileiro do revezamento 4x100m rasos feminino, composto por Ana Cláudia Lemos, Franciela Krasucki, Evelyn dos Santos e Rosângela Santos, quebrou o recorde sul-americano nas eliminatórias da prova, com o tempo de 42s55, se classificando à final em sexto lugar. Na final, fizeram o tempo de 42s91, terminando em sétimo lugar.
No Campeonato Mundial de Atletismo de 2013 em Moscou, o time composto por Ana Cláudia Lemos, Evelyn dos Santos, Franciela Krasucki e Rosângela Santos bateu o recorde sul-americano na semifinal dos 4x100m femininos, com a marca de 42s29. Porém, estranhamente e sem explicação oficial, a Confederação Brasileira de Atletismo (CBAT) realizou uma bizarra mudança de atleta para a final, colocando Vanda Gomes (que nunca havia corrido o revezamento) no lugar de Rosângela Santos, para fechar a prova. Na final, o Brasil vinha em segundo lugar, quase empatado com a Jamaica e com grande possibilidade de ganhar a medalha de prata, e bater novamente o recorde sul-americano quando, na última troca de bastão, Vanda, que fora colocada "no fogo" numa final de mundial e sem treinamento suficiente para receber o bastão, acabou deixando o mesmo cair.
Em 2014, se mudou para os Estados Unidos para reforçar o treino e conseguir resultados melhores. Não conseguiu uma grande participação na Rio 2016, onde caiu na semifinal dos 100 metros rasos, e no revezamento não foi para a final, com a equipe ainda sendo desclassificada por uma obstrução. No Mundial de Londres 2017 Rosângela tornou-se a primeira brasileira a correr os 100 metros em menos de 11s, marcando 10.91 na semifinal da prova, novo recorde sul-americano. Ela terminou em 7º na final, com o tempo de 11s06 (se tivesse repetido o tempo de 10s91, teria ganho a medalha de bronze no Mundial).
Em 2018 teve rendimento baixo por uma lesão no pé, e em 2019 chegava a trabalhar como Uber em Jacksonville para financiar seus treinos. Em Tóquio 2020, não conseguiu ir bem nos 100 metros e o revezamento.
Após não conseguir índice para Paris 2024, foi comentarista de atletismo da Olímpiada pela Cazé TV.